# 德尔库利达斯
德尔库利达斯（英語：Dercylidas），约活动于公元前4世纪前后。古希腊斯巴达指挥官之一，他凭借狡猾和睿智而闻名。公元前399年至公元前397年他率领斯巴达军队经过色雷斯到亚洲西海岸，并掠夺了比提尼亚等地区。后又曾受命率军横渡达达尼尔海峡。

## 扩展阅读
- Xenophon, Hellenica Books I and III.